# Rudolf M. Wlaschek
Rudolf Mathias Wlaschek ( 24. února 1915 v Kocbeře - 22. září 2010, Mönchengladbachu) byl česko-německý historik českých zemí a historik judaismu v Čechách.

## Život
Rudolf Mathias Wlaschek vystudoval práva a získal doktorský titul. Po druhé světové válce byl v roce 1945 byl coby německy hovořící občan mezi osobami vyhnanými z Československa. Odešel do Německa a usadil se v Mönchengladbachu. Zde se stal členem CDU a v roce 1952 byl zvolen do městského zastupitelstva. Wlaschek byl zvolen opakovaně a komunální politiku opustil v roce 1982.
Ve stáří působil Wlaschek jako historik své sudetoněmecké vlasti. V roce 1995 mu byla udělena Sudetoněmecká kulturní cena za vědu, v roce 1996 ocenění města Mönchengladbachu a obdržel medaili Adalberta Stiftera Sudetoněmeckého krajanského sdružení.

## Spisy (výběr)
- Rettendorf. Geschichte eines Dorfes am Königreichwald in Nordostböhmen von den Anfängen bis zur Mitte des 19. Jahrhunderts. München : Lerche, 1979
- Vertriebenenbeiräte in der Verantwortung. Düsseldorf : Stiftung „Haus d. Dt. Ostens“, 1983
- Zur Geschichte der Juden in Nordostböhmen : unter besonderer Berücksichtigung des südlichen Riesengebirgsvorlandes. Marburg : Herder-Institut, 1987 ISBN 3-87969-201-7
- Juden in Böhmen. Beiträge zur Geschichte des europäischen Judentums im 19. und 20. Jahrhundert. München : Oldenbourg, 1990, 1997
- Jüdisches Leben in Trautenau, Nordostböhmen : ein historischer Rückblick. Dortmund : Forschungsstelle Ostmitteleuropa, 1991
- Biographia Judaica Bohemiae. Dortmund: Forschungsstelle Ostmitteleuropa, 1995–1997. 3 Bände
- (Hrsg.): Kunst und Kultur in Theresienstadt. Eine Dokumentation in Bildern. Gerlingen : Bleicher, 2001 ISBN 3-88350-052-6